# Dynamine immarginata
Dynamine immarginata är en fjärilsart som beskrevs av Frederick DuCane Godman och Osbert Salvin 1877. Dynamine immarginata ingår i släktet Dynamine och familjen praktfjärilar. Inga underarter finns listade i Catalogue of Life.